# 151 Velorum
151 Velorum (y Velorum) é uma estrela na direção da Vela. Possui uma ascensão reta de 09h 38m 01.43s e uma declinação de −43° 11′ 27.1″. Sua magnitude aparente é igual a 5.51. Considerando sua distância de 484 anos-luz em relação à Terra, sua magnitude absoluta é igual a −0.35. Pertence à classe espectral G8II.